# Гута-Мінська
Гута-Мінська (пол. Huta Mińska) — село в Польщі, у гміні Мінськ-Мазовецький Мінського повіту Мазовецького воєводства.
Населення — 623 особи (2011).
У 1975-1998 роках село належало до Седлецького воєводства.

## Демографія
Демографічна структура станом на 31 березня 2011 року:
|          | Загалом | Допрацездатний вік | Працездатний вік | Постпрацездатний вік |
| -------- | ------- | ------------------ | ---------------- | -------------------- |
| Чоловіки | 303     | 70                 | 212              | 21                   |
| Жінки    | 320     | 67                 | 200              | 53                   |
| Разом    | 623     | 137                | 412              | 74                   |